# This Is Us
This Is Us (на български: Това сме ние) е седмият (шести за САЩ) студиен албум на американската поп-група Бекстрийт Бойс издаден през октомври 2009 година. Албумът е с общи продажби 250 000 в Япония, 98 000 в САЩ и заема 9-о място в класацията за албуми.

## Списък с песните

### Оригинален траклист
1. „Straight Through My Heart“ – 3:27
2. „Bigger“ – 3:15
3. „Bye Bye Love“ – 4:20
4. „All of Your Life (You Need Love)“ – 3:55
5. „If I Knew Then“ – 3:16
6. „This Is Us“ – 3:03
7. „PDA“ – 3:48
8. „Masquerade“ – 3:03
9. „She's a Dream“ – 3:58
10. „Shattered“ – 3:53
11. „Undone“ – 4:14

### Британско издание
1. „Helpless“ (с Питбул) – 3:31

### Японско издание
1. „International Luv“ – 3:17
2. „Straight Through My Heart“ (Jason Nevins Mixshow Remix) – 5:35

### Tour издание
1. „International Luv“ – 3:17
2. „Helpless“ (с Питбул) – 3:31
3. „On Without You“ – 3:31
4. „Straight Through My Heart“ (Jason Nevins Mixshow Remix) – 5:35

### Делукс издание: Backstreet Boys – Live at the O2
1. „I Want It That Way“ (на живо)
2. „Inconsolable“ (на живо)
3. „The One“ (на живо)
4. „The Call“ (на живо)
5. „Everybody (Backstreet's Back)“ (на живо)
6. „Shape of My Heart“ (на живо)
7. „Straight Through My Heart“ (видеоклип)

### Tour издание DVD
1. „Straight Through My Heart“ (видеоклип)
2. „Straight Through My Heart“ (изготвяне на видеоклипа)
3. „Bigger“ (видеоклип)
4. „Зад кулисите от Токио 2009“ (документален филм)